# 매칭 펀드
매칭 펀드(matching fund), 또는 대응 투자금은 다른 소스에서 사용할 수 있는 펀드에 비례하여 지급되도록 설정된 펀드이다. 매칭 펀드 지급은 일반적으로 자선 또는 공익 상황에서 발생한다. 비용 분담, 현물 및 매칭이라는 용어는 같은 의미로 사용할 수 있지만 다른 유형의 기부를 나타낸다.

## 개념
자선 기부에서 재단과 기업은 종종 일치하는 선물의 형태로 비영리 단체에 돈을 제공한다. 기업 매칭은 종종 직원 매칭 선물의 형태를 취하는데, 이는 직원이 비영리 단체에 기부하면 직원의 회사가 미리 정해진 매칭 비율(보통 1:1)에 따라 동일한 비영리 단체에 돈을 기부한다는 의미이다. 재단의 경우 매칭 기부금은 보조금이 지급되기 전에 비영리 단체가 일정 금액을 모금한다는 조건으로 비영리 단체에 직접 지급되는 보조금이다.
재단 매칭 그랜트의 이점은 비영리 단체가 선거구에서 기금을 모금할 때 더 큰 인센티브 레버리지를 제공한다는 것이다. 재단이 1:1 매칭 그랜트를 승인하면 기부자는 기부 금액이 두 배가 될 것임을 알게 된다. 다른 한편으로 매칭 그랜트를 제공하는 재단은 적절한 기금을 모금할 수 있는 비영리 단체의 능력에 대한 보증을 받는다.
일부 회사는 프로세스를 용이하게 하여 고용주가 미국 전역의 1,800만 명 이상의 개별 직원의 재능을 일치시킬 수 있도록 한다. 일반적으로 직원이 만들고 고용주가 매칭하는 일회성 자선 기부인 매칭 선물을 직원의 401(k) 계획 및 은퇴와 관련된 고용주 매칭 프로그램과는 구별한다.

## 역사
19세기와 20세기 초 저명한 아프리카계 미국인 교육자인 부커 T. 워싱턴 박사는 백만장자 기업가 헨리 H. 로저스와 오랜 우정을 나누었다.
워싱턴은 나중에 로저스가 두 가지 목표를 달성하기 위해 최소한 부분적인 매칭 펀드로 프로젝트를 장려했다고 썼다.
1. 선물은 더 큰 일에 자금을 지원하는 데 도움이 될 것이다.
2. 수혜자는 자신의 노력과 희생으로 스스로를 돕고 있다는 사실을 아는 데 이해 관계가 있다.

매칭 펀드 철학을 사용하여 로저스가 사망한 후 줄리어스 로젠발트와 로젠발트 펀드는 작업을 계속하고 확장하여 이렇게 제시된 도전에 응답하기 위해 결국 1912년에서 1932년 사이에 5,000개 이상의 로젠발트 학교에 자금을 지원했다.
1954년에 GE 재단(General Electric Foundation)은 직원들이 졸업한 대학에 기부금을 매칭하기 위해 기업 동문 프로그램(Corporate Alumni Program)을 만들었다. 이것은 결국 다른 자선 단체로 확대되었다. 이 재단은 직원당 매년 5,000달러를 지원하는 가장 관대한 재단 중 하나이며 2019년에는 총 1,800만 달러가 넘는다.